# Cyparium earlyi
Espèce
Cyparium earlyi est une espèce de coléoptères de la famille des Staphylinidae et de la sous-famille des Scaphidiinae.

## Répartition et habitat
Cette espèce est décrite de Nouvelle-Zélande.